# Whitewater (Montana)
Whitewater – jednostka osadnicza w Stanach Zjednoczonych, w stanie Montana, w hrabstwie Phillips.